# Paulo Gustavo
Paulo Gustavo Amaral Monteiro de Barros (Niterói, 30 de octubre de 1978-Río de Janeiro, 4 de mayo de 2021) fue un actor, humorista, director, guionista, y presentador brasileño.
Se hizo conocido por su monólogo Minha Mãe É uma Peça, que en 2013 se convirtió en largometraje y en la película más vista de ese año en Brasil. En 2015, fue publicado como libro por la editorial Objetiva. Debido al enorme éxito de crítica y público, en 2016 Minha Mãe É uma Peça 2 y en 2019 Minha Mãe É uma Peça 3.
Nominado al Premio Shell al Mejor Actor, Paulo Gustavo se graduó de la Casa das Artes de Laranjeiras (CAL) a principios de 2005, junto a Fábio Porchat, Marcus Majella, entre otros.

## Biografía
Nacido y criado en una familia de clase media en la ciudad de Niterói, en la Región Metropolitana de Río de Janeiro. Estudió en el tradicional Colégio Salesiano durante la escuela primaria.
Paulo Gustavo ganó visibilidad a finales de 2004, cuando se incorporó al elenco de la obra Surto. En la ocasión, presentó al personaje humorístico Doña Hermínia. Después de graduarse en enero de 2005, dejó el elenco de Surto y pasó a formar parte de la obra Infraturas. Durante este período también comenzó a realizar pequeñas apariciones en televisión, como en la telenovela Prova de Amor, de Record, y en la serie A Diarista, de Globo. En 2006 se estrenó el programa Minha Mãe É Uma Parte, que ganó una adaptación cinematográfica en 2013 y una continuación en 2016. En el monólogo, con texto propio, Paulo volvió a interpretar a doña Hermínia. Construida a través de sus observaciones domésticas y vivenciales, reúne los aspectos más cómicos de la personalidad de una típica ama de casa de mediana edad, siempre al borde de un ataque de nervios. Su actuación le valió una nominación al premio Shell como mejor actor.
Paulo Gustavo volvió a protagonizar un título nuevamente en escena en 2010, para presentar el espectáculo Hiperactivo, dirigido por Fernando Caruso. En 2011, se convirtió en el anfitrión de 220 voltios. En junio de 2013, la comedia Vai que Cola debutó en la producción televisiva de Multishow, que ganó una adaptación cinematográfica en 2015. En 2014 el actor estuvo en un nuevo programa, el reality Paulo Gustavo na Estrada, de Multishow.
En 2017 dejó Vai Que Cola y se incorporó al programa A Vila, junto a Katiuscia Canoro, con guion de Leandro Soares. En 2018 grabó el DVD de la obra Minha Mãe é uma Play en la Concha Acústica del Teatro Castro Alves de la ciudad de Salvador.

## Vida personal
Fue abiertamente gay desde su adolescencia, se casó el 20 de diciembre de 2015 con el dermatólogo Thales Bretas. El 13 de octubre de 2017, Paulo anunció en su Instagram que él y su esposo iban a ser padres de una pareja de gemelos, llamados Gael y Flora, a través de gestación subrogada, pero los bebés murieron en un aborto espontáneo. Pensaron en renunciar a la paternidad, pero buscaron otra gestante, y el 18 de agosto de 2019, en una publicación en su Instagram, anunció el nacimiento de los hijos de la pareja, llamados Romeu y Gael, de diferentes gestantes.

### Enfermedad y muerte
El 13 de marzo de 2021, el actor fue ingresado al hospital con diagnóstico de COVID-19. El día 2 del mes siguiente empeoró el cuadro clínico y se introdujo a la oxigenación por membrana extracorpórea, una especie de «pulmón artificial», dispositivo que realiza la absorción de oxígeno cuando el órgano presenta un deterioro severo. El 3 de mayo, incluso después de mejorar en los días anteriores, Paulo sufrió una embolia pulmonar, lo que provocó un empeoramiento importante de su salud. El informe médico publicado ese día decía: «Desafortunadamente, la situación clínica actual es inestable y extremadamente grave». En la tarde del día siguiente, 4 de mayo de 2021, se publicó un informe médico que decía que el estado de Paul era irreversible, pero que aún presentaba signos vitales. A las 9:12 pm del mismo día, se confirmó su deceso.

## Filmografía

### Televisión
| Año             | Título                               | Personaje                       | Notas                                                              |
| --------------- | ------------------------------------ | ------------------------------- | ------------------------------------------------------------------ |
| 2006            | Prueba de amor                       | Folião                          | Episodio: «24 de octubre»                                          |
| 2006            | Mía Nada Mole Vida                   | Bob Calheiros                   | Episodio: «La Llave Mestra»                                        |
| 2006            | La Diarista                          | Comisario Francis               | Episodio: «Aquel del Avión»                                        |
| 2007            | Casa de campo del Picapau Amarillo   | Delegado Lupicínio              |                                                                    |
| 2008            | Haga Su Historia                     | Pasajero                        | Episodio: «Bajo las Órdenes de Mamá»                               |
| 2008            | Casos y Acasos                       | Vitor/John                      | Episodio: «El Beso, la Foto y el Préstamo»                         |
| 2011            | Diván                                | Renée                           |                                                                    |
| 2011–13; 16     | 220 Voltios                          | Él mismo/Varios personajes      |                                                                    |
| 2012            | El Fantástico Mundo de Gregório      | El mismo                        | Episodio: «Gregório parecido con Marlon Blando?»                   |
| 2012–15;2019–20 | Premio Multishow de Música Brasileña | Apresentador                    |                                                                    |
| 2013–17;2019–20 | Va que Pega                          | Valdomiro Lacerda Pinto (Valdo) | Protagonista: 1ª a 4ª temporadaParticipação: 5ª, 7ª y 8ª temporada |
| 2013–17;2019–20 | Va que Pega                          | Iraci Lacerda Pinto (Angel)     | Protagonista: 1ª a 4ª temporadaParticipação: 5ª, 7ª y 8ª temporada |
| 2014            | Paulo Gustavo en la Carretera        | Apresentador                    |                                                                    |
| 2015            | Ferdinando Show                      | Fila Bichérrima                 | Episodio: «10 de agosto»                                           |
| 2017–21         | Vila                                 | Rique                           |                                                                    |
| 2020            | 220 Voltios - Especial de Navidad    | Varios Personajes               | 22 de diciembre                                                    |

### Cine
| Año  | Título                                                | Personaje                       | Notas             |
| ---- | ----------------------------------------------------- | ------------------------------- | ----------------- |
| 2008 | La Guerra de los Roca                                 | Atendente del IML               |                   |
| 2009 | Diván                                                 | Renée Gamma                     |                   |
| 2009 | Xuxa en El Misterio de Feiurinha                      | Caigo Lacaio                    |                   |
| 2013 | Mi Madre ES una Pieza: La Película                    | Doña Herminia                   | también guionista |
| 2014 | Los Hombres Son de Marte... y ES para allá que Yo Voy | Aníbal                          |                   |
| 2015 | Va que Pega – La Película                             | Valdomiro Lacerda Pinto (Valdo) |                   |
| 2016 | Mi Madre es una Pieza 2                               | Doña Herminia                   | también guionista |
| 2017 | Habla Serio, Madre!                                   | Él aún                          |                   |
| 2018 | Mi Vida en Marte                                      | Aníbal                          |                   |
| 2019 | Mi Madre ES una Pieza 3                               | Doña Herminia                   | también guionista |
| 2020 | 220 Voltios - La Película                             | Varios personajes               |                   |
| 2020 | Agente Especial                                       |                                 |                   |

## Teatro
| Año           | Título                | Papel             | Notas                              |
| ------------- | --------------------- | ----------------- | ---------------------------------- |
| 2004–05       | Surto                 |                   | de Paulo Gustavo y Fernando Caruso |
| 2005–06       | Infraturas            |                   | de Fábio Porchat                   |
| 2006          | João Ternura          |                   | dirección de Marcus Alvisi         |
| 2006–presente | Mi Madre es una Pieza | Doña Hermínia     | de Paulo Gustavo y João Fonseca    |
| 2010–16       | Hiperativo            | El mismo          | de Paulo Gustavo y Fernando Caruso |
| 2014–16       | 220 Voltios           | Varios personajes | de Paulo Gustavo                   |
| 2016–21       | Online                |                   | de Paulo Gustavo                   |